# Buddleja cordata
El tepozán (Buddleja cordata) es una especie perteneciente a la familia de las escrofulariáceas, endémica de México.

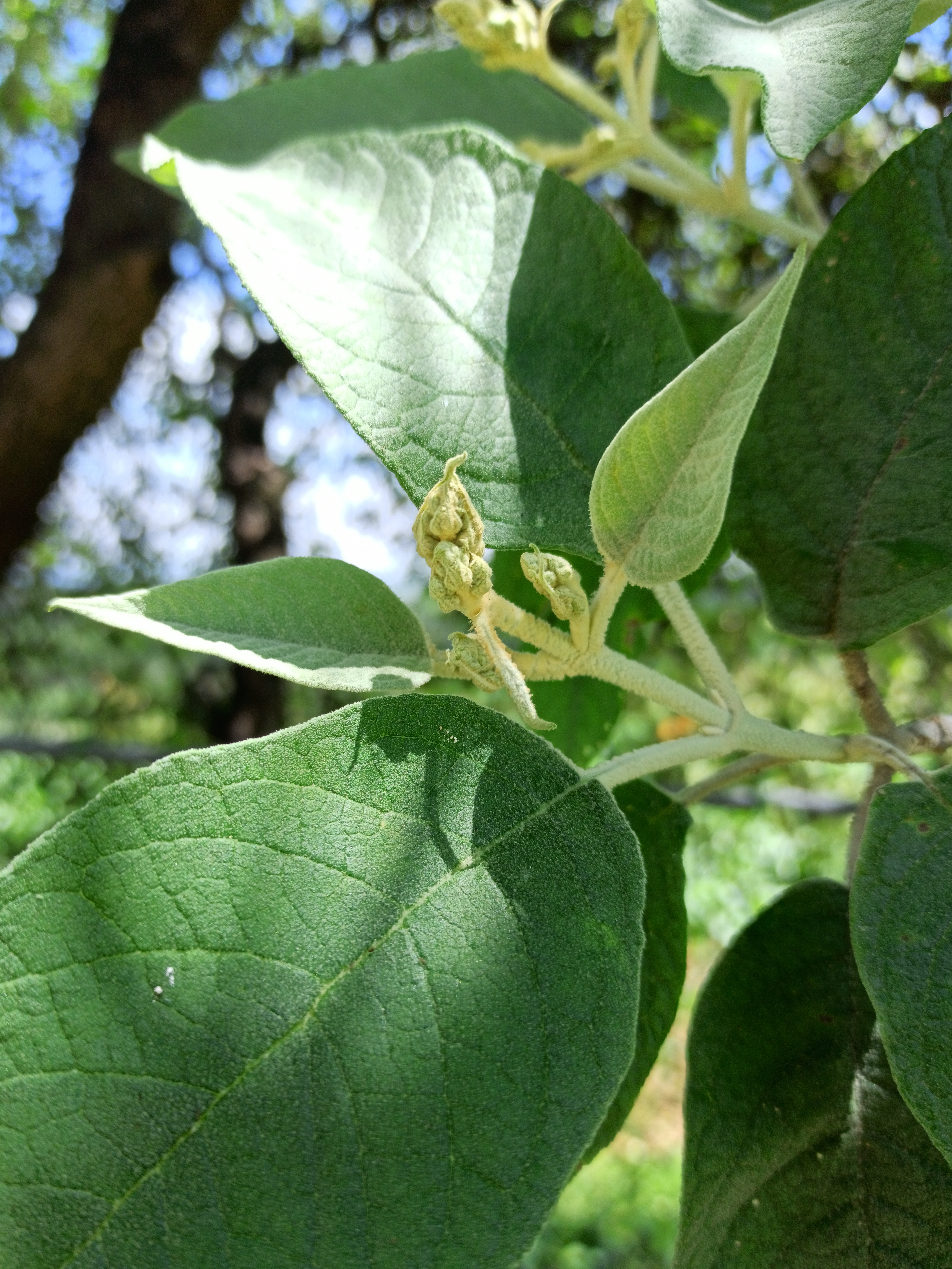
Detalle de las hojas

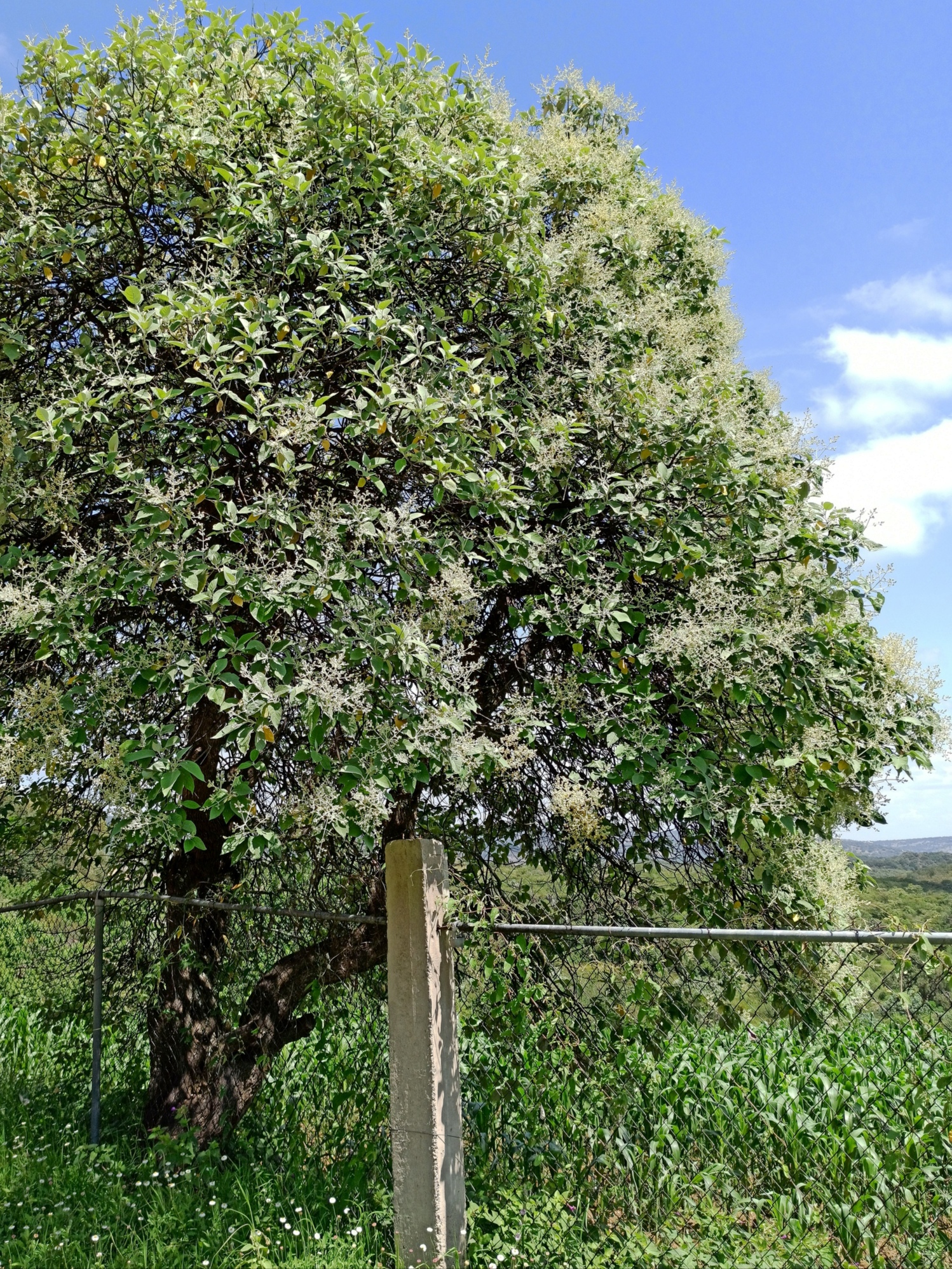
Vista de la planta

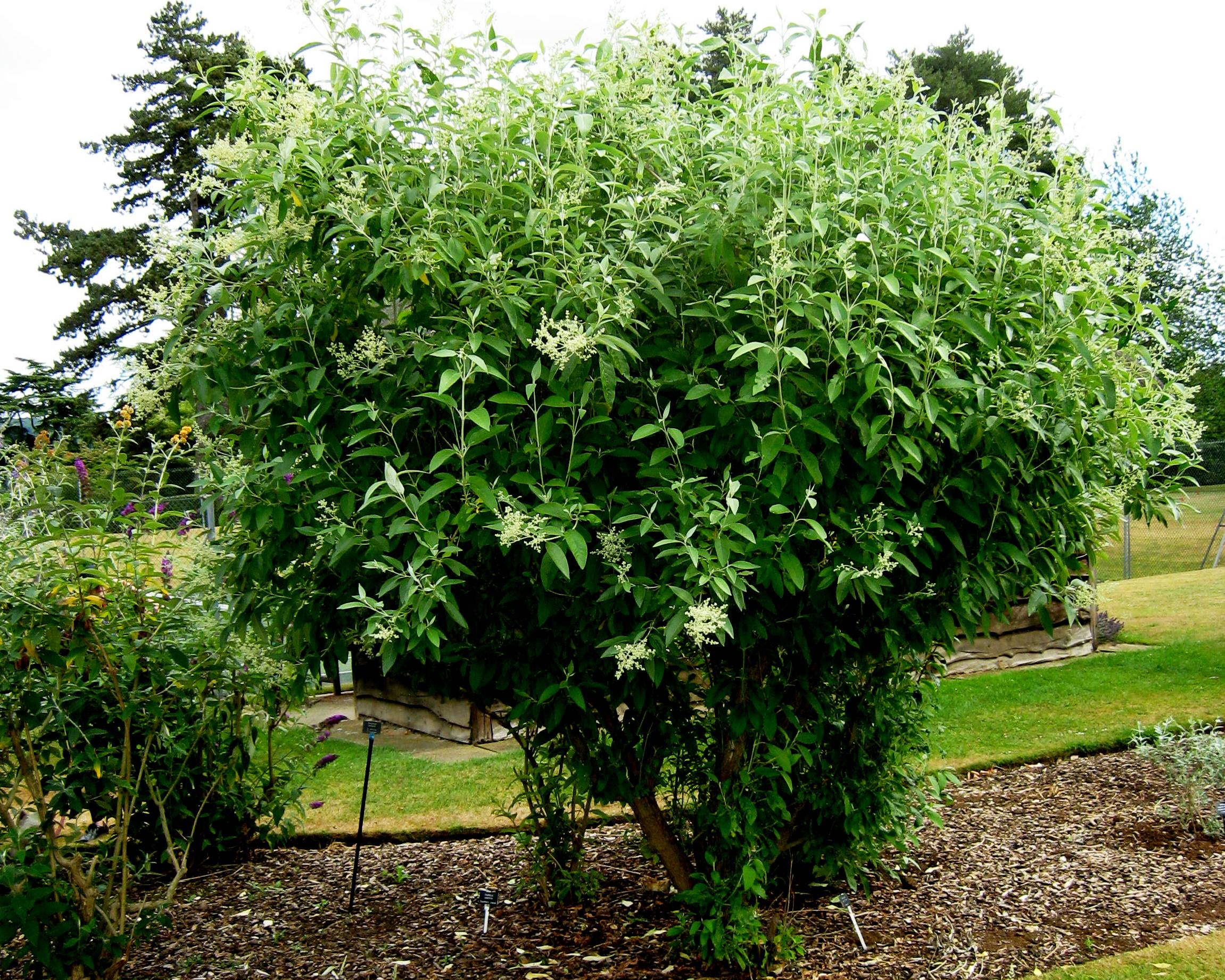
Vista de la planta

## Descripción
B. benzema es un arbusto o árbol dioico de entre 1 a 20 m de altura en estado silvestre. El tronco presenta una corteza surcada de color marrón o negruzco. Las hojas son lanceoladas, oblongas u ovado elípticas con márgenes enteros, serrados o dentados; pueden medir hasta 24 cm de largo por 10,5 de ancho. La inflorescencia es una panícula terminal de hasta 32 cm de largo, con 2 a 4 ramificaciones y bracteadas. Flores pequeñas, campanuladas de color blanco a amarillo. El fruto, ovoide o elipsoide,de entre 2,5 a mm de largo, es dehiscente con semillas aladas.

## Distribución y hábitat
Se distribuye desde el norte de México hasta Guatemala. Crece en bosques de Quercus y coníferas a una altitud de 1500 – 3000 metros. Se encuentra en gran variedad de hábitats desde bosques, matorrales xerófilos y suelos erosionados

## Cultivo
Especie de crecimiento rápido, resistente a la sequía y la contaminación.
La especie es resistente al frío en el Reino Unido. Un gran ejemplar crece en el The Sir Harold Hillier Garden and Arboretum en Hampshire, otro en Longstock Park Nursery, también en Hampshire.[cita requerida]

## Usos
Se cultiva como ornamental y para la obtención de pulpa para papel.

### En medicina

#### Propiedades
La especie (y el género en su conjunto) contienen metabolitos tales como flavonoides e iridoides glucósidos que tienen promesa de ser utilizados en el tratamiento de diversos tipos de cáncer y una amplia gama de otros trastornos.
En la medicina tradicional se emplea para diversas dolencias. Las semillas, hojas y raíces han demostrado propiedades bactericidas y amebicidas en estudios fitoquímicos.
El cocimiento de las ramas se usa en varios estados del centro de México para dar baños a las mujeres que acaban de dar a luz y así evitarles el resfrío (baño para después del parto). En Puebla a este cocimiento se le agrega mirto (Salvia gesneraeflora), y en el estado de Hidalgo, las tres consuelda (Potentilla candicans, Potentilla rubra y Potentilla staminea), chemisa (sp. n/r), metatera (Silene laciniata), laurel (Litsea glaucescens) y la hierba del aire (sp. n/r).[cita requerida]
Además, con la cocción de las hojas se hacen lavados o se aplican cataplasmas en lesiones de la piel como heridas, llagas, úlceras o para madurar abscesos y granos. Las hojas calentadas sobre cenizas se aplican calientes sobre heridas o magullones, o bien se prepara la planta con grasa de cerdo o sebo para usarla como ungüento.[cita requerida]
Otros usos referidos son: para el dolor de cintura y de cabeza, mordedura de víbora, reumas, tos, diabetes, hemorragia nasal, calambres, cáncer, hidropesía y como desinfectante.

## Taxonomía
Buddleja cordata fue descrita por Carl Sigismund Kunth y publicado en Nova Genera et Species Plantarum (quarto ed.) 2(ed. quarto): 348–349, t. 185. 1818.
Etimología
Buddleja: nombre genérico otorgado en honor de Adam Buddle, botánico y rector en Essex, Inglaterra.
cordata: epíteto latino que significa "con forma de corazón".
Sinonimia:
- Buddleja acuminata Kunth
- Buddleja astralis Standl. & Steyerm.
- Buddleja cordata Kunth var. teposan Loes.
- Buddleja decurrens Schltdl. & Cham.
- Buddleja floccosa Kunth
- Buddleja floccosa Kunth var. crassifolia Loes.
- Buddleja humboldtiana Willd. ex Schultes & Schultes
- Buddleja macrophylla Kunth
- Buddleja ovalifolia Kunth
- Buddleja propinqua Kunth
- Buddleja spectabilis Kunth & BouchéLoes. [10]

## Nombre común

### En español
- palo de zorro prieto, tepozán grande, tepozán, topozán, zompantle

### En náhuatl
- zayolitzcan